# Резолюция 69 на Съвета за сигурност на ООН
Резолюция 69 на Съвета за сигурност на ООН е приета на 4 март 1949 г. по повод кандидатурата на Израел за членство в ООН.
С Резолюция 69 Съветът за сигурност, след като е получил и разгледал молбата на Израел за членство в ООН, постановява, че според мнението на Съвета Израел е миролюбива държава, способна да изпълнява всички задължения, произтичащи от устава на организацията. Поради това Съветът за сигурност препоръчва на Общото събрание на ООН Израел да бъде приет в Организацията на обединените нации.
Резолюция 69 е приета с мнозинство от 9 гласа за, като един от членовете на Съвета за сигурност – Египет - гласува против, а представителят на Великобритания гласува въздържал се..